# Lennart Segerstråle
Lennart Rafael Segerstråle (17 juin 1892 à Commune rurale de Helsinki – 11 avril 1975 à Kauniainen) est un peintre et graphiste finlandais de langue suédoise, plus particulièrement connu pour ses fresques.

## Biographie
Né en 1892 à Commune rurale de Helsinki, aujourd'hui Vantaa, dans la banlieue d’Helsinki, Lennart Rafael Segerstråle est le deuxième enfant de Knut Albert Segerstråle, théologien et enseignant au lycée Borgå de Porvoo et de Hanna Frosterus-Segerstråle, artiste-peintre. Sa sœur cadette, Solveig von Schoultz, s’est fait connaître comme poète et auteur de nouvelles et de livres pour enfants. Lennart Segerstråle étudie à l'Université d'Helsinki où il obtient un diplôme d’économie forestière en 1915, mais il fréquente en parallèle l’université des Beaux-Arts où il étudie sous la direction de Eero Järnefelt. À partir de 1919 il se consacre exclusivement à l'art, particulièrement à la peinture. Il commence à se faire connaître par la qualité de ses images et de ses motifs animaliers. Dans les années 1920 et 1930 il devient le peintre animalier le plus connu en Finlande. Son objectif est de représenter une combinaison harmonieuse d’animaux, d’oiseaux et de paysages. Il travaille également comme graphiste et deviendra en 1937 le premier président de la toute nouvelle Union pan-nordique des graphistes, ou NGU (Nordisk Grafik Union).
S’intéressant de plus en plus à l’art monumental, il réalise en outre plusieurs vitraux pour des églises. En 1929, il étudie l’art de la fresque et de la mosaïque à l’Académie royale des Beaux-Arts de Copenhague, où il a pour maître Joachim Skovgaard, le refondateur de l’art monumental au Danemark et dans toute la Scandinavie. Il avait assisté cet artiste en 1927 lors de la création d’une fresque mosaïque dans l’abside de la cathédrale de Lund en Suède.
Cette nouvelle orientation de sa vie artistique est fortement sous-tendue par ses convictions chrétiennes et humanistes, qui le conduisent à se concentrer sur l’art religieux monumental. Lennart Segerstråle peint plusieurs retables et réalise des vitraux dans les églises de la Finlande et à l'étranger. On considère toutefois une œuvre « laïque », les fresques du siège de la Banque de Finlande à Helsinki qu’il réalise en 1943, comme son principal chef d’œuvre (voir ci-après). En 1959, il crée une fresque dans la salle à manger du Caux-Palace, dans le cadre de son engagement avec le mouvement humaniste du Réarmement moral (aujourd’hui Initiatives et Changement), engagement dont il explique le sens dans un texte publié en 1967 (« Pourquoi le Réarmement moral »). Il exposera régulièrement à Helsinki de 1913 à 1967, ainsi qu’à l’étranger.
Il fut membre du Comité d'honneur du Centre culturel international de l'abbaye de Royaumont en France.

## Œuvres principales

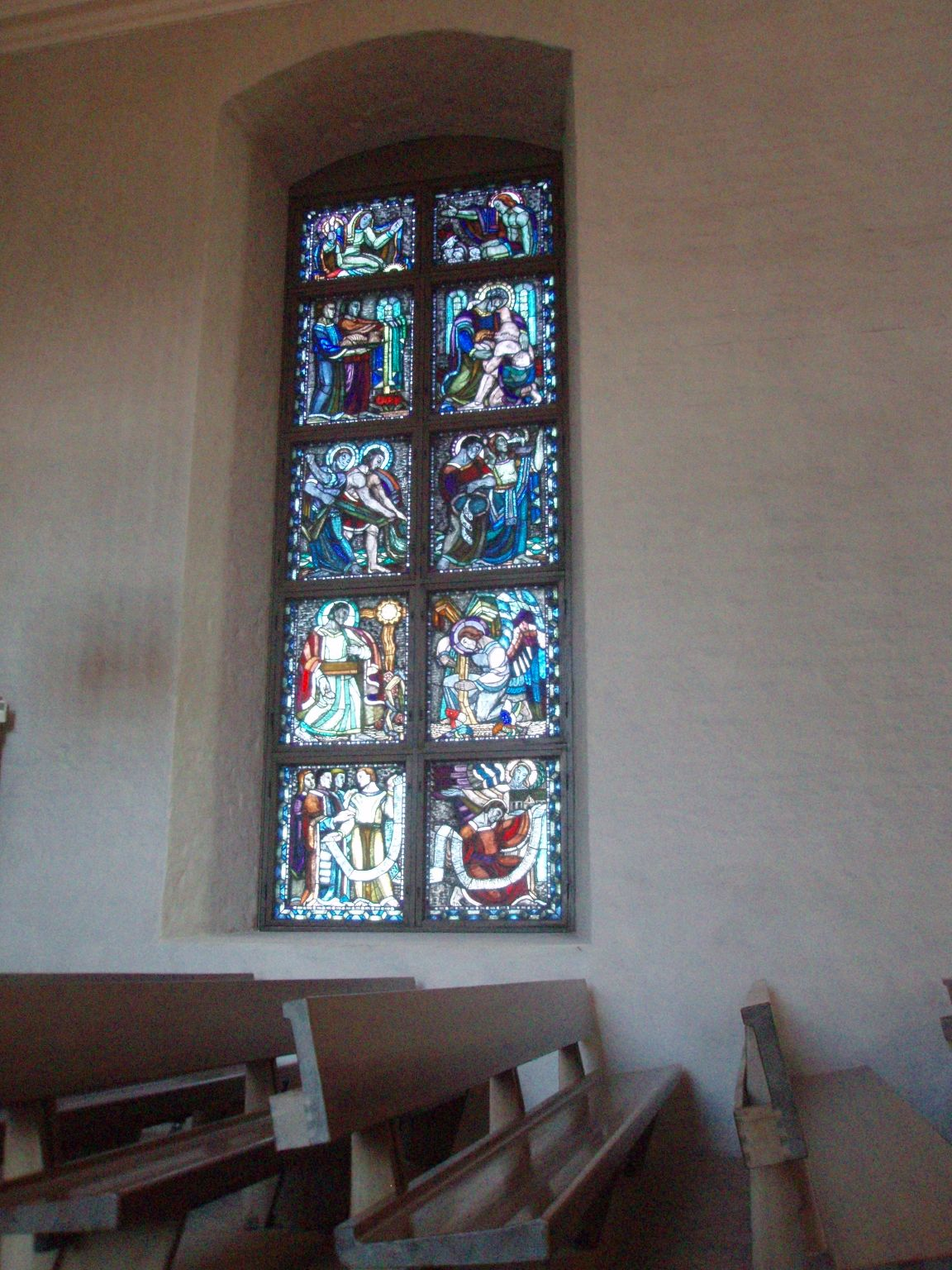
Vitraux de l'église de Kirkkonummi dus à Lennart Segerstråle.

Ses œuvres décoratives principales sont:

### Décorations architecturales
- Kristuskyrkan (Église du Christ), Helsinki. "Skapelsens lovsång" (Louange à la création), vitrail sur la tour, 1928.
- Église de Reposaari, Voûtes
- Manoir de Joenniemi (actuel musée Gösta Serlachius), peintures du plafond de la bibliothèque, Mänttä, 1935
- Finlandia, fresques, Banque de Finlande, Helsinki. 1943-1944
- Église de Rovaniemi, fresque de l'abside, 1951
- Église de Murole (fi), 1951
- Église principale de Varkaus, fresque, abside de l'église, 1952-1953
- Église de Laihia (fi), 1956
- Église de Noormarkku, retable, 1957
- Caux-sur-Montreux (Suisse), fresque, salle à manger du Caux-Palace, 1959

### Illustrations et textes
- Tusch: djurbilder med text (images d'animaux avec texte, en suédois). Schildt, Helsinki, 1916
- Vildmarkssyner (visions de désert, en suédois), Schildt, Helsinki, 1924 (trad. pays Korpi, WSOY 1924)
- Finlandiafreskernas år: bilder av ett folk i kamp. (trad. Année des fresques Finlandia: des photos de combats du peuple, Grande Ourse 1944), Schildt, Helsinki, 1944
- Pourquoi un réarmement moral? Fondation Réarmement moral, Helsinki, 1967

### Les fresques Finlandia
Les deux œuvres de 7,50 par 3,70 mètres qui ornent les escaliers monumentaux du siège de la Banque de Finlande à Helsinki s’intitulent « La Finlande s’éveille » et « La Finlande construit ». Lennart Segerstråle en a décrit la genèse dans un livre publié en 1944 “Les années des fresques Finlandia – images d’un peuple en guerre”. Si la commande et les premières esquisses datent de 1938, et bien que le contrat initial ait prévu une livraison en juin 1942 au plus tard, Lennart Segerstråle ne put pas commencer à peindre avant l’hiver 1942-1943 avec l’assistance de deux autres artistes Hilkka Toivola et Aale Hakava. Segerstråle avait passé cinq ans en travaux préliminaires. L’œuvre fut finalement dévoilée le 4 mai 1943.
La première fresque évoque de manière symbolique l’émergence de la conscience nationale finlandaise et se conçoit en écho au poème symphonique de Sibelius « Finlandia ». La deuxième fresque, que l’artiste lui-même décrit comme sans rapport direct avec la première, a pour thème le travail, l’industrie, l’agriculture et le bâtiment ; mais au cours de la guerre d’hiver 1939-1940, la Carélie est occupée par les Soviétiques et les réfugiés affluent ; ceux-ci trouvent leur place dans l’œuvre qui devient une réflexion sur l’abaissement et le relèvement, dans une vision à la fois tragique et symbolique de la destinée de la nation finlandaise.
Le style de Segerstråle utilise les codes du nouveau style monumental scandinave dit aussi norvégien qu'il a étudié à Copenhague avec Joachim Skovgaard. Le dessin est réaliste voire simpliste. Les flux horizontaux sont narratifs tandis que les verticales apportent une symbolique faite d’alternance de lumière et d’obscurité. Les couleurs sont sobres, d’une part une palette de bleus qui évolue vers le vert et le rouge, et d’autre part des teintes blanc, brun et noir.
Ainsi que l’écrit Helmiriitta Sariola, historienne de l’art, « au travers des années de conception des fresques Finlandia, Segerstråle est devenu un peintre idéaliste. Les thèmes datant de la guerre peuvent être vus comme une affirmation patriotique appropriée en temps de crise. La production de Segerstråle a été à de nombreux points de vue exceptionnelle dans l’art finnois. »

## Distinctions
En Finlande
- 2e prix. Fresque, siège du Parlement, Helsinki, 1930
- 1er prix. Fresque, abside de l'église principale de Varkaus, 1953.

En Suède
- 1er prix. Fresque, abside de l'église de Burträsk, 1948
- 1er prix. Fresque, crématorium de Motala, 1955
- 2e prix. Fresque, église de Slottstaden, Malmö, 1958

Autres
- Professeur honoraire en 1963.

## Source
- (fi) Cet article est partiellement ou en totalité issu de l’article de Wikipédia en finnois intitulé « Lennart Segerstråle » (voir la liste des auteurs).